# Trade Empires
Trade Empires est un jeu vidéo de simulation économique développé par Frog City Software et édité par Take-Two Interactive , sorti en 2001 sur Windows.

## Accueil
- Jeuxvideo.com : 12/20[1]